# Brachyptérolle pittoïde
Atelornis pittoides
Espèce
Statut de conservation UICN

 LC  : Préoccupation mineure
Le Brachyptérolle pittoïde, Atelornis pittoides, est une espèce d'oiseaux de la famille des Brachypteraciidae.
Cet oiseau est endémique de l'est de Madagascar.